# Witold Slaski

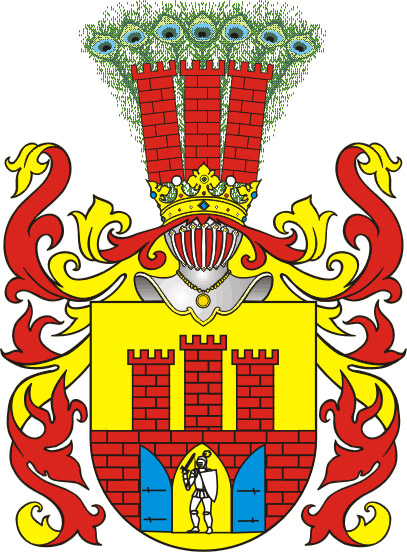
herb Slaskich "Grzymała "

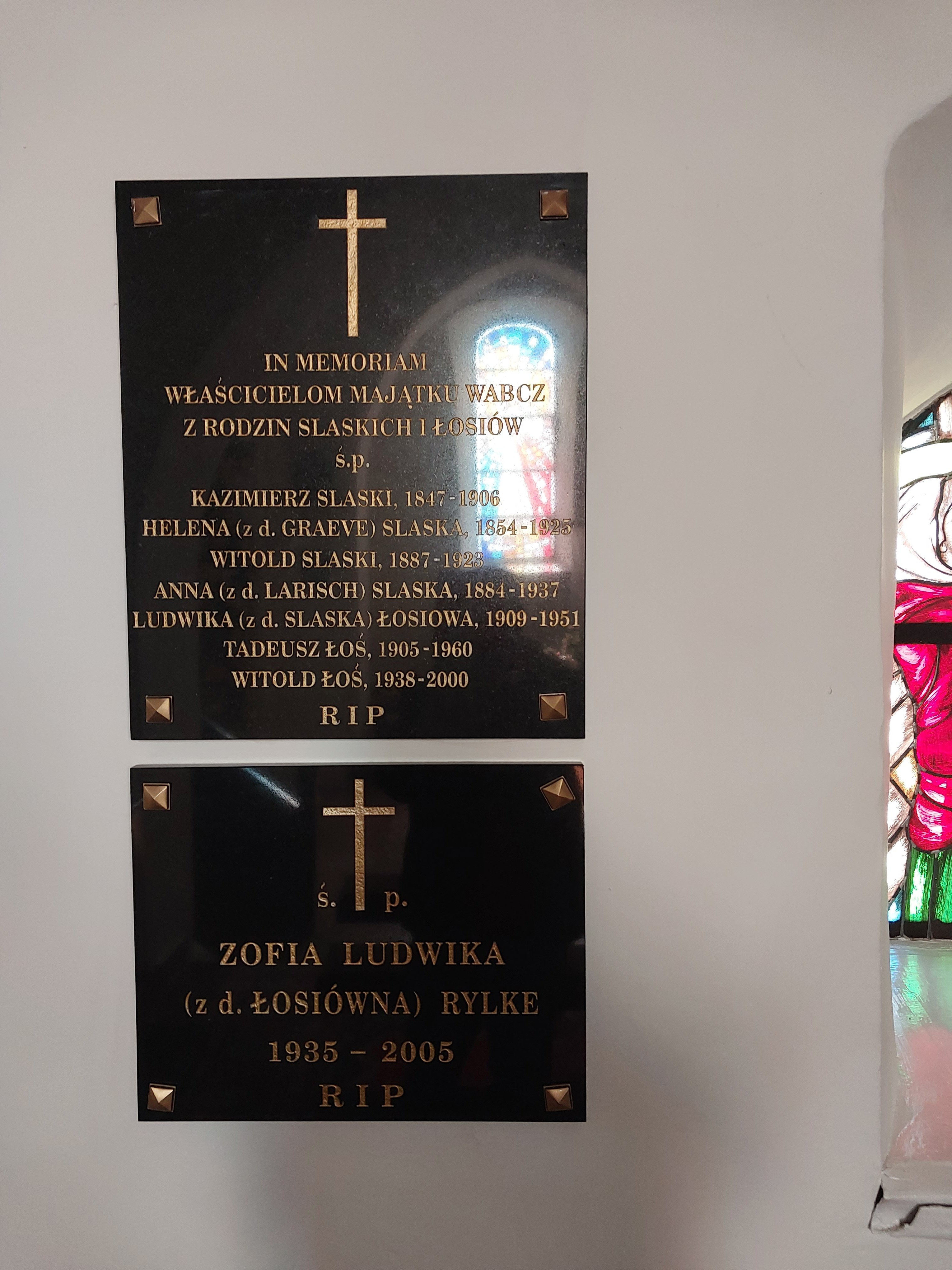
Tablica upamiętniająca ród Slaskich z Wabcza, znajdująca się w kościele w Wabczu, na tablicy wpisano nieprawidłową datę urodzin Witolda Slaskiego

Witold Slaski (ur. 23 lutego 1877 w Karolewie koło Borku Wielkopolskiego, zm. 6 stycznia 1923 roku w Toruniu) – działacz społeczny, działacz niepodległościowy, ziemianin, fundator.

## Życiorys
Urodził się w rodzinie szlacheckiej herbu Grzymała Kazimierza Slaskiego i Heleny Graeve. Jego ojciec był bardzo aktywnym działaczem społecznym i niepodległościowym. Witold Slaski uczęszczał do gimnazjum w Chełmnie. Później studiował w Monachium i Heidelbergu, gdzie w 1905 roku uzyskał doktorat filozofii. Po skończeniu studiów objął gospodarowanie w majątku Wabcz. Gospodarował też w majątku Łyniec. W 1908 roku ożenił się z Anną Larisch, rok później urodziła mu się córka Ludwika Maria Helena Slaska po mężu Łoś która była ostatnią właścicielką majątku Wabcz. Był bardzo dobrym gospodarzem majątku, zrobił szereg udanych inwestycji, rozbudowywał też pałac w Wabczu. Gdy władze Pruskie w 1912 roku podjęły decyzję o zniszczeniu księgozbioru biblioteki polskiej Gimnazjum Chełmińskiego wówczas Witold Slaski pomimo grożącemu mu niebezpieczeństwu ukrył księgozbiór u siebie na pałacowym strychu. Władze Pruskie mu nie ufały i gdy wybuchła I wojna światowa internowano go na 20 dni. W wolnej już Polsce władze II Rzeczypospolitej 1 lipca 1921 roku powołały go na członka Tymczasowej Rady Powiatowej w Chełmnie. Należał też do organizacji "Straż", wspierał Towarzystwo Naukowe w Toruniu którego był sekretarzem. Brał udział w pracach Kółek Rolniczych i przez pewien okres był prezesem powiatowym. Pomagał młodzieży szkolnej która była w trudnej sytuacji życiowej. Zmagał się z chorobami nadwagą i cukrzycą, zmarł wcześnie w wieku 46 lat w Toruniu 6 stycznia 1923. Został pochowany w kaplicy grobowej Slaskich na cmentarzu w Wabczu. Wnętrze kaplicy uległo w końcu II wojny światowej sprofanowaniu której dokonali żołnierze radzieccy. Jedna z trumien już nie powróciła do kaplicy i po naprawieniu umiejscowiono ją obok kaplicy.